# Don’t Smile at Me
Don’t Smile at Me (Eigenschreibweise: dont smile at me) ist die Debüt-EP der US-amerikanischen Sängerin Billie Eilish. Sie wurde am 11. August 2017 über das Label Interscope Records veröffentlicht.
Das Album enthielt eine Reihe ihrer zuvor veröffentlichten Singles wie ocean eyes, bellyache, watch, COPYCAT und idontwannabeyouanymore.

## Titelliste
Alle Titel wurden, sofern nicht anders angegeben, von Billie Eilish O’Connell und Finneas O’Connell geschrieben.
| Nr.          | Titel                  | Autor(en)    | Länge |
| ------------ | ---------------------- | ------------ | ----- |
| 1.           | COPYCAT                |              | 3:13  |
| 2.           | Idontwannabeyouanymore |              | 3:23  |
| 3.           | my boy                 |              | 2:50  |
| 4.           | watch                  | F. O’Connell | 2:57  |
| 5.           | party favor            |              | 3:24  |
| 6.           | bellyache              |              | 2:59  |
| 7.           | ocean eyes             | F. O’Connell | 3:20  |
| 8.           | hostage                |              | 3:49  |
| Gesamtlänge: | Gesamtlänge:           | Gesamtlänge: | 26:00 |

| Nr.          | Titel                     | Autor(en)                     | Länge |
| ------------ | ------------------------- | ----------------------------- | ----- |
| 9.           | &burn (mit Vince Staples) | F. O’Connell, Vincent Staples | 2:59  |
| Gesamtlänge: | Gesamtlänge:              | Gesamtlänge:                  | 28:59 |

| Nr.          | Titel                     | Autor(en)                                   | Länge |
| ------------ | ------------------------- | ------------------------------------------- | ----- |
| 9.           | &burn (mit Vince Staples) | F. O’Connell, Staples                       | 2:59  |
| 10.          | lovely (mit Khalid)       | B. O’Connell, F. O’Connell, Khalid Robinson | 3:20  |
| 11.          | bitches broken hearts     | B. O’Connell, F. O’Connell, Emmit Fenn      | 2:56  |
| Gesamtlänge: | Gesamtlänge:              | Gesamtlänge:                                | 35:16 |

## Personen
- Billie Eilish – Gesang, Autorin, Ukulele
- Finneas O’Connell – Produzent, Toningenieur, Autor, Abmischung (Titel 5 und 7)
- John Greenham – Mastering
- Rob Kinelski – Abmischung (Titel 1–4, 6, 8)

## Kommerzieller Erfolg

### Chartplatzierungen
In den US-amerikanischen Billboard 200 debütierte das Album in der Woche vom 4. November 2017 auf Platz 185. Ende Januar 2019 erreichte es mit Rang 14 seine höchste Chartnotierung.
| ChartsChartplatzierungen       | Höchstplatzierung | Wochen |
| ------------------------------ | ----------------- | ------ |
| Deutschland (GfK)              | 41 (43 Wo.)       | 43     |
| Österreich (Ö3)                | 23 (80 Wo.)       | 80     |
| Schweiz (IFPI)                 | 25 (78 Wo.)       | 78     |
| Vereinigte Staaten (Billboard) | 14 (265 Wo.)      | 265    |
| Vereinigtes Königreich (OCC)   | 12 (247 Wo.)      | 247    |

| ChartsJahrescharts (2018)      | Platzierung |
| ------------------------------ | ----------- |
| Vereinigte Staaten (Billboard) | 92          |
| Vereinigtes Königreich (OCC)   | 82          |

| ChartsJahrescharts (2019)      | Platzierung |
| ------------------------------ | ----------- |
| Österreich (Ö3)                | 47          |
| Vereinigte Staaten (Billboard) | 16          |
| Vereinigtes Königreich (OCC)   | 18          |

| ChartsJahrescharts (2020)      | Platzierung |
| ------------------------------ | ----------- |
| Vereinigte Staaten (Billboard) | 42          |
| Vereinigtes Königreich (OCC)   | 30          |

| ChartsJahrescharts (2021)      | Platzierung |
| ------------------------------ | ----------- |
| Vereinigte Staaten (Billboard) | 70          |
| Vereinigtes Königreich (OCC)   | 73          |

| ChartsJahrescharts (2022)      | Platzierung |
| ------------------------------ | ----------- |
| Vereinigte Staaten (Billboard) | 152         |
| Vereinigtes Königreich (OCC)   | 84          |

| ChartsJahrescharts (2023)    | Platzierung |
| ---------------------------- | ----------- |
| Vereinigtes Königreich (OCC) | 95          |

### Auszeichnungen für Musikverkäufe
In den Vereinigten Staaten wurden zum 7. April 2019 947.000 Album-Äquivalente verkauft. Am 27. September 2019 wurde das Album mit Platin für eine Million verkaufte Exemplare in den Vereinigten Staaten ausgezeichnet.

| Land/Region                  | Auszeichnungen für Musikverkäufe (Land/Region, Auszeichnung, Verkäufe) | Verkäufe  |
| ---------------------------- | ---------------------------------------------------------------------- | --------- |
| Australien (ARIA)            | 3× Platin                                                              | 210.000   |
| Dänemark (IFPI)              | 2× Platin                                                              | 40.000    |
| Deutschland (BVMI)           | Gold                                                                   | 100.000   |
| Frankreich (SNEP)            | 2× Platin                                                              | 200.000   |
| Italien (FIMI)               | Platin                                                                 | 50.000    |
| Kanada (MC)                  | 3× Platin                                                              | 240.000   |
| Mexiko (AMPROFON)            | 2× Diamant · + 3× Gold                                                 | 690.000   |
| Neuseeland (RMNZ)            | 4× Platin                                                              | 60.000    |
| Österreich (IFPI)            | Platin                                                                 | 15.000    |
| Polen (ZPAV)                 | Diamant                                                                | 100.000   |
| Portugal (AFP)               | Platin                                                                 | 15.000    |
| Schweiz (IFPI)               | Platin                                                                 | 20.000    |
| Singapur (RIAS)              | Platin                                                                 | 10.000    |
| Ungarn (MAHASZ)              | Platin                                                                 | 4.000     |
| Vereinigte Staaten (RIAA)    | Platin                                                                 | 1.000.000 |
| Vereinigtes Königreich (BPI) | 2× Platin                                                              | 600.000   |
| Insgesamt                    | 2× Gold · 24× Platin · 3× Diamant ·                                    | 3.354.000 |

Hauptartikel: Billie Eilish/Auszeichnungen für Musikverkäufe